# Jiang Yiting
Det här är en artikel om en person med kinesiskt personnamn; Jiang är familjenamnet.
Jiang Yiting (kinesiska: 江伊婷), född 1 augusti 2004, är en kinesisk sportskytt.

## Karriär
Vid VM i lerduveskytte 2022 i Osijek tog Jiang brons tillsammans med Che Yufei och Huang Sixue i lagtävlingen i skeet. Vid asiatiska spelen 2022 i Hangzhou, som arrangerades 2023, tog hon guld i skeet. Jiang tog även silver tillsammans med Gao Jinmei och Huang Sixue i lagtävlingen i skeet samt brons tillsammans med Liu Jiangchi i den mixade lagtävlingen i skeet.
Vid olympiska sommarspelen 2024 i Paris tog Jiang brons tillsammans med Lyu Jianlin i den mixade lagtävlingen i skeet.